# Třída Storoževoj
Třída Storoževoj (jinak též Typ 7U) byla třída torpédoborců sovětského námořnictva z období druhé světové války. Celkem bylo postaveno osmnáct jednotek této třídy. Do služby byly přijaty v letech 1940–1942. Osm jich bylo za války ztraceno. 

## Stavba
Zahájení stavby této třídy bylo součástí druhého pětiletého plánu na obnovu sovětské flotily. V jeho rámci bylo objednáno patnáct torpédoborců a následně ještě tři další v rámci třetího pětiletého plánu. Třída byla vylepšením předchozí třídy Gněvnyj (Typ 7) a první jednotky této třídy (Storoževoj a Silnyj) vznikly přestavbou rozestavěných torpédoborců typu 7. Torpédoborce třídy Storoževoj měly zesílený trup, výkonnější pohonný systém a vizuálně se lišily tím, že měly dva komíny. Výzbroj se změnila jen minimálně. Jejich dosah poklesl kvůli zmenšení zásoby paliva na 500 tun.
Jednotky třídy Storoževoj:
| Jméno                            | Loďstvo             | Loděnice                                     | Založení kýlu | Spuštěna           | Vstup do služby | Osud |
| -------------------------------- | ------------------- | -------------------------------------------- | ------------- | ------------------ | --------------- | --- |
| Storoževoj (Сторожевой)          | Baltské loďstvo     | Ždanovovy loděnice, Leningrad                | 1936          | 2. října 1938      | říjen 1940      | V červnu 1941 byl, během minové operace, torpédován německým S-bootem S–31. Opraven pomocí nové přídě z nedokončeného torpédoborce třídy Ogněvoj. Místo dvou jednodělových věží pak na přídi nesl jednu dvoudělovou. Do služby se vrátil roku 1943. Vyškrtnut 1958. |
| Stojkij (Стойкий)                | Baltské loďstvo     | Ždanovovy loděnice, Leningrad                | 1936          | 26. prosince 1938  | říjen 1940      | V únoru 1943 přejmenován na Vice-Admiral Drozd. Cvičný cíl 1960. |
| Strašnyj (Страшный)              | Baltské loďstvo     | Ždanovovy loděnice, Leningrad                | 1936          | 8. dubna 1939      | červenec 1941   | Dne 16. července 1941 byl vážně poškozen minou. Podílel se na obraně Leningradu. Od roku 1958 hulk. |
| Silnyj (Сильный)                 | Baltské loďstvo     | Ždanovovy loděnice, Leningrad                | 1936          | 1. listopadu 1938  | říjen 1940      | Podílel se na obraně Leningradu. Cvičný cíl 1959. |
| Smělyj (Смелый)                  | Baltské loďstvo     | Ždanovovy loděnice, Leningrad                | 1936          | 30. dubna 1939     | 31. května 1941 | Dne 26. července 1941 najel na minu a musel ho potopit torpédový člun TKA-27. |
| Strogyj (Строгий)                | Baltské loďstvo     | Ždanovovy loděnice, Leningrad                | 1936          | 31. prosince 1939  | září 1942       | Do služby přijat nedokončený. Odvlečen na řeku Něvu k provádění palebné podpory. Sešrotován v 60. letech. |
| Skoryj (Скорый)                  | Baltské loďstvo     | Ždanovovy loděnice, Leningrad                | 1936          | 24. července 1939  | srpen 1941      | Dne 26. srpna 1941 poškozen palbou z pobřeží, když se snažil odtáhnout torpédoborec Minsk z Tallinnu. Dne 28. srpna 1941 se potopil po najetí na minu. |
| Svirepyj (Свирепый)              | Baltské loďstvo     | Ždanovovy loděnice, Leningrad                | 1936          | 28. srpna 1939     | červenec 1941   | Do služby přijat ještě před dokončením zkoušek. Podporoval ústup z pobaltských zemí a obranu Leningradu. Vyškrtnut 1958. |
| Statnyj (Статный)                | Baltské loďstvo     | Ždanovovy loděnice, Leningrad                | 1936          | 24. listopadu 1939 | červenec 1941   | Dne 18. srpna 1941 poblíž Tallinnu potopil na mině, po opuštění posádkou se 22. srpna 1941 potopil. |
| Strojnyj (Стройный)              | Baltské loďstvo     | Ždanovovy loděnice, Leningrad                | 1938          | 29. dubna 1940     | září 1942       | Do služby přijat nedokončený. Odvlečen na řeku Něvu k provádění palebné podpory. Dostavěn v září 1942. Sešrotován v polovině 60. let. |
| Slavnyj (Славный)                | Baltské loďstvo     | Baltický závod Sergo Ordžonikidze, Leningrad | 1936          | 19. září 1939      | květen 1941     | Cvičný cíl 1960. |
| Surovyj (Суровый)                | Baltské loďstvo     | Baltický závod Sergo Ordžonikidze, Leningrad | 1936          | 5. srpna 1939      | květen 1941     | V srpnu 1941 s dalším torpédoborcem napadl německý konvoj. Po poškození výbuchem min byl na konci roku 1941 sešrotován. |
| Serdityj (Сердитый)              | Baltské loďstvo     | Baltický závod Sergo Ordžonikidze, Leningrad | 1936          | 21. dubna 1939     | říjen 1940      | Potopen 19. července 1941 po poškození náletem v předešlém dni. Po válce byl vrak sešrotován. |
| Sposobnyj (Способный)            | Černomořské loďstvo | Loděnice 61 komunardů, Nikolajev             | 1936          | 30. září 1939      | červen 1941     | Podporoval obranu Oděsy a Sevastopolu v letech 1941-1942. Potopen 6. října 1943 náletem bombardérů Junkers Ju 87 (stejný den byly potopeny i Charkov a Bespoščasnyj).                                                                                               |
| Smyšlonnyj (Смышлённый)          | Černomořské loďstvo | Loděnice 61 komunardů, Nikolajev             | 1936          | 26. srpna 1939     | listopad 1940   | Podporoval obranu Oděsy a Sevastopolu v letech 1941-1942. Dne 6. března 1942 se potopil po najetí na minu. |
| Soobrazitělnyj (Сообразительный) | Černomořské loďstvo | Loděnice 61 komunardů, Nikolajev             | 1936          | 26. srpna 1939     | červen 1941     | V roce 1966 byl pravděpodobně sešrotován. Někdy se o něm hovoří jako o muzejní lodi, není to však potvrzeno. |
| Sověršennyj (Совершенный)        | Černomořské loďstvo | Sevastopol                                   | 1936          | 25. února 1939     | září 1941       | Během zkoušek v říjnu 1941 najel na minu. V doku byl znovu poškozen a oprava se tak prodloužila do roku 1942. Potopen 13. června 1942 v Sevastopolu německým dělostřelectvem. Po válce byl vyzvednut a sešrotován.                                                  |
| Svobodnyj (Свободный)            | Černomořské loďstvo | Sevastopol                                   | 1936          | 25. února 1939     | leden 1942      | Potopen 9.–10. června 1941 náletem při dopravě zásob do obleženého Sevastopolu. Po válce byl sešrotován. |

## Konstrukce

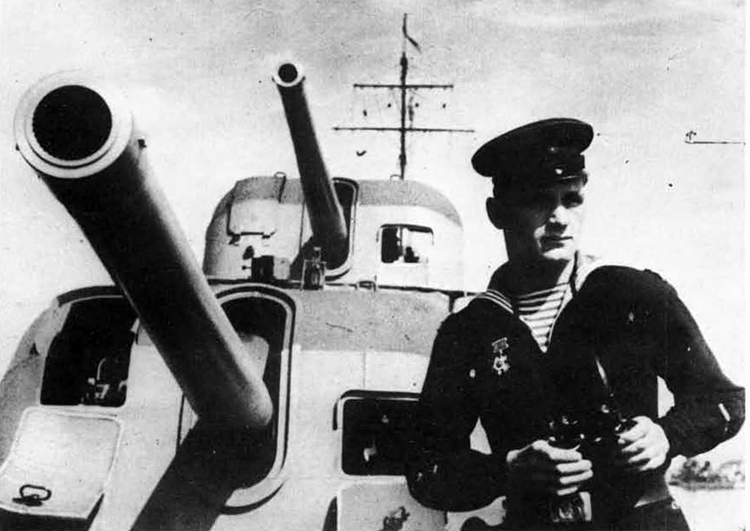
Dělové věže torpédoborce Soobrazitělnyj

Hlavní výzbroj tvořily čtyři 130mm/50 kanóny B-13 ve čtyřech dělových věžích (po dvou na přídi a zádi lodi). Doplňovaly je dva 76,2mm/52 kanóny 34K, tři 37mm/67 kanóny 70K a čtyři 12,7mm kulomety. Další výzbroj představovaly dva tříhlavňové 533mm torpédomety. Obvyklé bylo vybavení pro nesení námořních min, kterých mohlo být až 60 kusů. Pohonný systém tvořily čtyři vodotrubní kotle a dvě převodové turbíny o výkonu 54 000 shp, pohánějící dva lodní šrouby. Nejvyšší rychlost dosahovala 36 uzlů. Dosah byl 1380 námořních mil při rychlosti 20 uzlů.

### Modifikace
Během války byla zejména posilována protiletadlová výzbroj. Její obvyklé složení představovaly dva až tři 76mm kanóny, šest až sedm 37mm kanónů a čtyři až osm 12,7mm kulometů. Na přeživších torpédoborcích byl rovněž instalován ASDIC a další elektronika získaná od Spojenců na základě zákona o půjčce a pronájmu.